# Big Show
Paul Donald Wight II (Aiken, 8 de fevereiro de 1972) é um ator, lutador e comentarista americano de luta livre profissional. Ele atualmente trabalha para a All Elite Wrestling (AEW) como comentarista de seu programa AEW Dark: Elevation. Wight é mais conhecido por sua passagem pela WWE (anteriormente World Wrestling Federation) de 1999 a 2021 sob o nome de ringue (The) Big Show, bem como por suas aparições no World Championship Wrestling (WCW) de 1995 a 1999 como The Giant.
Ao longo de sua carreira, Wight foi campeão mundial sete vezes. Ele ganhou o WCW World Heavyweight Championship por duas vezes, o WWF/E Championship duas vezes, o ECW World Heavyweight Championship uma vez e o World Heavyweight Championship duas. Ele é o único lutador a ter conquistado todos esses quatro títulos. Wight também ganhou uma vez o Intercontinental Championship e o United States Championship, e três vezes o Hardcore Championship. Wight também já conquistou 11 campeonatos de duplas. Ele ganhou o WWE Tag Team Championship cinco vezes (duas vezes com The Undertaker, e uma vez cada um com Kane, Chris Jericho e The Miz) o World Tag Team Championship três vezes (uma vez cada um com Jericho, Miz, e Kane), e o WCW World Tag Team Championship três vezes (uma vez cada um com Lex Luger, Sting e Scott Hall.
Tendo conquistado todos esses títulos, Big Show se tornou no 24º lutador a completar a tríplice coroa da WWE e o 13º a completar seu Grand Slam. Entre WWE e WCW, Wight ganhou 23 títulos no total. Ele também foi o vencedor do anual WCW World War 3 em 1996 e do André the Giant Memorial Battle Royal no WrestleMania 31. Ele também encabeçou muitos pay-per-views para WCW e WWF/E, desde meados da década de 1990, incluindo o WrestleMania 2000. Junto com Chris Jericho (que formavam  dupla Jerishow), Show foi o vencedor do Slammy Award de "dupla do ano" em 2009.
Fora da luta livre profissional, Wight apareceu em filmes e séries de televisão, como: Vendetta, The Waterboy, Star Trek: Enterprise, Royal Pains e Burn Notice. Em 2010, ele teve seu primeiro papel principal no filme de comédia Knucklehead, que foi produzido pela WWE Studios. Wight disse que gostaria de continuar sua carreira de ator em papéis com base no seu tamanho.

## Carreira na luta profissional

### World Championship Wrestling (1995—1999)
Em 1995, Wight foi contratado pela World Championship Wrestling (WCW), onde passou a ser conhecido como "The Giant." Wight fez sua estreia no Halloween Havoc de 1995, derrotando Hulk Hogan pelo Campeonato Mundial dos Pesos-Pesados da WCW via desqualificação, com a estipulação que o título poderia mudar de mãos por desqualificação. Devido a estranheza da vitória, título foi vago.
The Giant tentou reconquistar o título no World War 3, mas foi enganado por Hulk Hogan, que ajudou Randy Savage a ganhar o título. The Giant se aliou a Ric Flair para derrotar Hogan e Savage no Clash of the Champions XXXII, mas foi derrotado por Hogan em uma luta em uma jaula no SuperBrawl VI.
Após uma curta rivalidade com Loch Ness, The Giant ganhou o Campeonato Mundial dos Pesos-Pesados uma segunda vez ao derrotar Flair. Após Hogan formar a New World Order (nWo), ele derrotou The Giant pelo título no Hog Wild após interferência de Scott Hall e Kevin Nash. The Giant uniu-se a nWo 23 dias depois, citando o dinheiro de Ted DiBiase como sua motivação, mantendo uma rivalidade com Lex Luger e com os Four Horsemen. The Giant foi expulso da nWo em 30 de dezembro por pedir uma luta pelo título a Hogan. Ele enfrentou a nWo com Sting e Luger, ganhando o Campeonato Mundial de Duplas da WCW duas vezes.
Em 1997, The Giant começou uma rivalidade com Nash, que fugia de seu encontro, não aparecendo na luta contra Giant no Starrcade. Em 1998, no Souled Out, os dois finalmente se encontraram, com Nash lesionando o pescoço de Giant com uma Jackknife Powerbomb mal aplicada. Quando Nash formou a nWo Wolfpac, The Giant uniu-se a nWo original contra Nash e seus aliados. Na nWo, Giant ganhou mais dois títulos de duplas, com Sting e Scott Hall.
No WCW Monday Nitro de 11 de outubro de 1998, Goldberg derrotou The Giant em uma luta sem desqualificações. Após a união da nWo Hollywood com a nWo Wolfpac em janeiro de 1999, Hogan forçou Nash e Giant se enfrentarem por uma vaga no grupo. Nash derrotou Giant após interferência de Scott Hall e Eric Bischoff. The Giant foi atacado por toda a nWo. Wight permitiu que seu contrato com a WCW expirasse em 8 de fevereiro de 1999.

### World Wrestling Federation / Entertainment (1999—2007)

#### Estreia e Campeão da WWF (1999—2000)
Big Show estreou em uma luta Steel Cage entre Mr.McMahon e Stone Cold Steve Austin. Ele foi contratado por Mr. para atacar Stone Cold e ajudá-lo a vencer a luta.
Mas o que aconteceu foi o contrário. Big Show jogou Stone Cold na na porta da jaula que se abriu e Austin se soltou para vencer a luta. Big Show ajudou Triple H  a vencer o Campeonato Intercontinental em uma Ladder match contra The Rock.

#### Campeão da WWE e dos Estados Unidos (2000—2004)
Após o WrestleMania, Big Show adotou um personagem que imitava outros lutadores, como Rikishi como Showkishi, The Berzerker como Shonan the Barbarian, e Val Venis como The Big Showbowski. Ele derrotou Kurt Angle no Backlash vestido como Hulk Hogan como Showster. Show começou uma rivalidade com Shane McMahon após Shane mostrar sua desaprovação pelas ações de Show. No Judgment Day, Shane derrotou Wight em uma luta Falls Count Anywhere após interferência de Big Boss Man, Bull Buchanan, Test e Albert. Wight retornou dois meses depois, aparentemente querendo se vingar de Shane. No entanto, ele atacou The Undertaker, se tornando um vilão e formando um grupo chamado "The Conspiracy" com Shane, Chris Benoit, Kurt Angle e Edge e Christian. Após Undertaker jogar Show do palco em cima de uma mesa, ele foi removido da televisão pelo resto do ano. Ele foi mandado para o território de desenvolvimento da WWE, Ohio Valley Wrestling (OVW), para perder peso e melhor seu sistema cardiovascular.
Show retornou no Royal Rumble de 2001, sendo eliminado do combate por The Rock. Enfurecido pela eliminação, Show aplicou um Chokeslam em The Rock na mesa dos comentaristas. Ele passou a lutar pelo Campeonato Hardcore da WWF. Enfrentando lutadores como Raven e Kane, ganhando o título duas vezes.
Durante a Invasion, Big Show permaneceu leal a WWF. Ele enfrentou Shane McMahon, dono da WCW (na história), em uma luta Last Man Standing no Backlash, sendo derrotado após interferência de Test. Após um segmento não planejado nos bastidores, Show começou a chorar e deixou a arena. Show foi parte do time da WWF no Survivor Series, mesmo sendo o primeiro eliminado.
Logo após o WrestleMania X8, Big Show tornou-se um vilão ao aplicar um Chokeslam em Stone Cold Steve Austin durante uma luta contra X-Pac e Scott Hall, novamente unindo-se a nWo. No Judgment Day, Big Show e Ric Flair foram derrotados por Austin em uma luta 2-contra-1. O grupo se separou após Kevin Nash se lesionar. Em seguida, Show foi derrotado no Raw por lutadores como Jeff Hardy, Booker T e os Dudley Boyz.

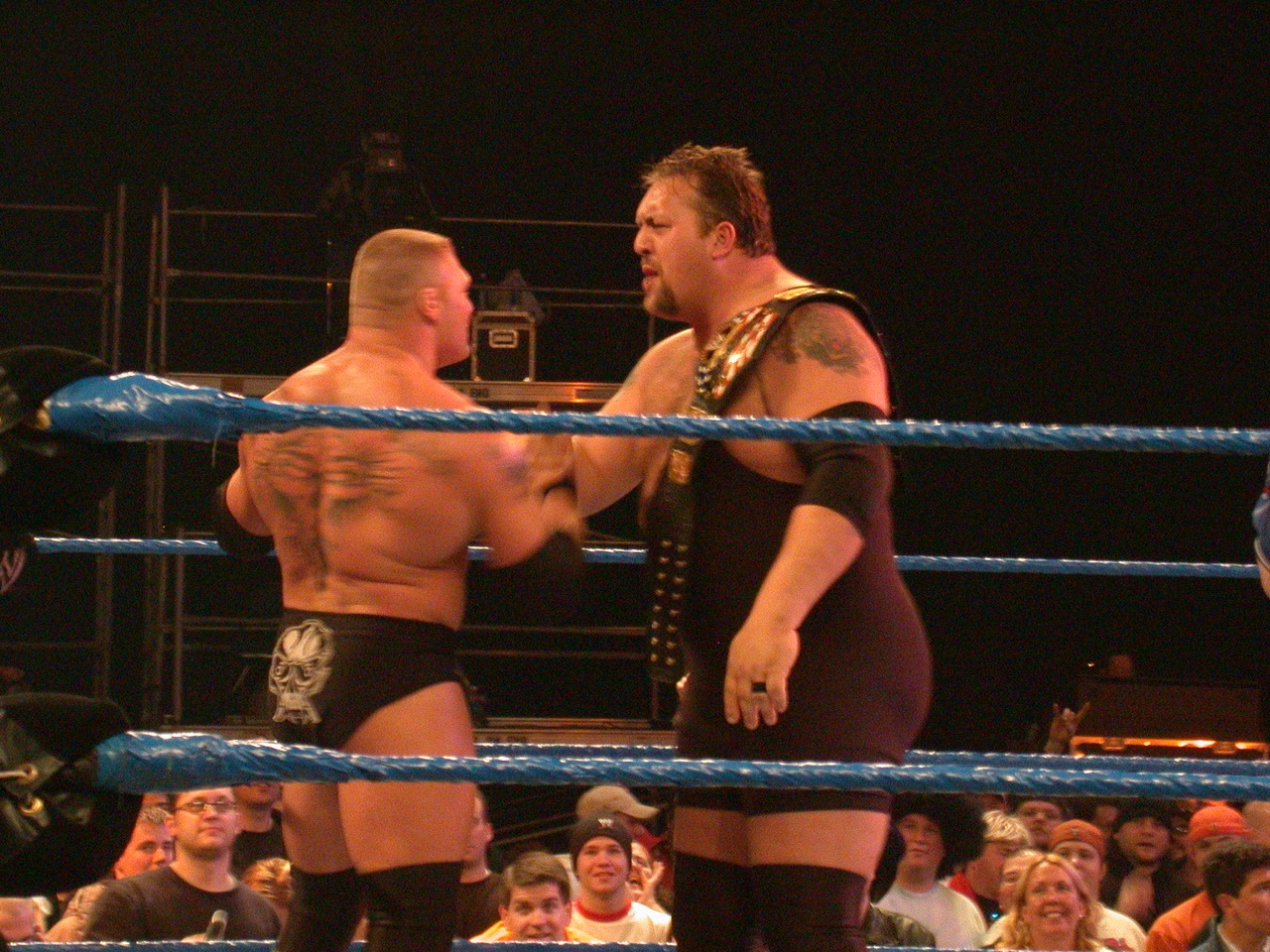
Show, como Campeão dos Estados Unidos, enfrentando Brock Lesnar.

No fim de 2002, Big Show foi transferido para o SmackDown!, imediatamente desafiando Brock Lesnar pelo Campeonato da WWE. Ele se tornou campeão ao derrotar Lesnar no Survivor Series. Ele perdeu o título para Kurt Angle um mês depois, no Armageddon. No Royal Rumble, Big Show perdeu uma luta qualificatória para Lesnar. Ele começou uma rivalidade com Undertaker, após Show jogá-lo do palco, lesionando seu pescoço. No WrestleMania XIX, Undertaker derrotou Show e A-Train. Ele continuou sua rivalidade com Lesnar, o enfrentando mais quatro vezes pelo Campeonato da WWE. No SmackDown!, Lesnar aplicou um Superplex em Show, o que implodiu o ringue. No SmackDown! de 26 de junho de 2003, Big Show, Shelton Benjamin e Charlie Haas derrotaram Mr. America (Hulk Hogan disfarçado), Brock Lesnar e Kurt Angle. Esta foi a última aparição de Hogan como Mr. America. No No Mercy, Big Show derrotou Eddie Guerrero pelo Campeonato dos Estados Unidos, formando uma aliança com o Campeão da WWE, Lesnar.
Big Show abandonou Lesnar imediatamente antes do WrestleMania XX. No evento, Big Show perdeu o Campeonato dos Estados Unidos para John Cena. No SmackDown! de 15 de abril de 2004, Show prometeu pedir demissão se não conseguisse derrotar Eddie Guerrero. Ele foi derrotado e, acreditando que Torrie Wilson havia rido dele, levantou seu carro e ameaçou jogá-la de um precipício. O Gerente Geral do SmackDown! Kurt Angle tentou impedi-lo, sendo jogado do precipício e, na história, quebrando uma perna.

#### Dupla com Kane (2004—2006)

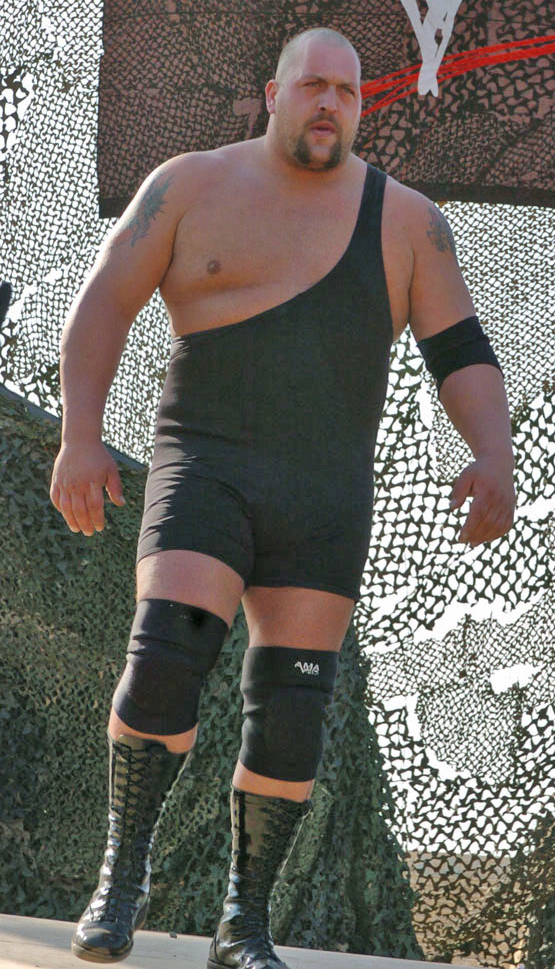
Show no WWE Tribute to the Troops

Na metade de 2004, Big Show foi recontratado pelo Gerente Geral Theodore Long, interferindo em uma luta Lumberjack entre Eddie Guerrero e Kurt Angle. Big Show tinha a chance de enfrentar Guerrero ou Angle no No Mercy, escolhendo enfrentar Angle, tornando-se um mocinho e derrotando Angle. Nas semanas anteriores à luta, ele afirmou ter "perdido sua dignidade" quando Angle usou uma arma de dardos para lhe aplicar sedativos e raspou sua cabeça. No No Way Out, ele enfrentou Bradshaw pelo Campeonato da WWE na primeira luta em uma jaula de ferro com arame farpado. Ele aplicou um chokeslam em Bradshaw, quebrando o ringue e, assim, permitindo que ele vencesse. No WrestleMania 21, Big Show enfrentou o lutador de sumô Akebono em uma luta de sumô; e, nas semanas seguintes, Big Show empurrou um jipe dirigido ao ringue por Luther Reigns para mostrar sua força. Big Show foi derrotado por Akebono no WrestleMania 21. Big Show começou uma rivalidade com Carlito Caribbean Cool e seu guarda-costas Matt Morgan.
Em 27 de junho, Big Show foi transferido para o Raw durante a Draft Lottery. Ele manteve uma rivalidade com Gene Snitsky, o impedindo de ameaçar Maria nos bastidores. Em 29 de agosto, Snitsky bateu em Big Show com o sino após Show vencer a luta. Como resultado, Show e Snitsky se enfrentaram no Unforgiven, com Big Show vencendo. Em 26 de setembro, Big Show derrotou Snitsky em uma Street Fight.
Em 17 de outubro, Show derrotou Edge e foi colocado em uma enquete online, com o vencedor enfrentando John Cena e Kurt Angle em uma luta pelo Campeonato da WWE no Taboo Tuesday. Shawn Michaels, o que significou que os perdedores da enquete formariam uma dupla para luta pelo Campeonato Mundial de Duplas. Big Show aliou-se a Kane, derrotando Lance Cade e Trevor Murdoch para ganhar o título.
Nas semanas anteriores ao Survivor Series, Big Show envolveu-se na rivalidade entre os programas Raw e SmackDown!. Big Show e Kane invadiram o SmackDown! em 11 de novembro e, com Edge, atacaram Batista (o lesionando no processo). No Raw de 14 de novembro, Show e Kane derrotaram os Campeões de Duplas MNM.

#### Campeão da ECW e demissão (2006—2007)
No WWE vs. ECW Head to Head em 7 de junho, Big Show foi transferido para a recém-criada ECW; ele removeu sua camiseta do Raw para revelar uma da ECW durante uma battle royal de 20 lutadores que incluía membros do Raw e SmackDown contra membros da ECW. Big Show venceu a luta para a ECW, eliminando por último Randy Orton. Big Show apareceu no One Night Stand, atacando Tajiri, Super Crazy e os Full Blooded Italians.
Na ECW on Sci Fi de 4 de julho, Big Show derrotou Rob Van Dam para conquistar o Campeonado Mundial dos Pesos-Pesados da ECW com a ajuda do Gerente Geral Paul Heyman, que recusou-se a fazer a contagem após Van Dam aplicar um Five Star Frog Splash em Big Show. Heyman, então, instruiu Show a aplicar um chokeslam em Van Dam em uma cadeira, realizando então a contagem. Com a vitória, Show tornou-se o primeiro lutador da história a conquistar o Campeonato da WWE, Mundial dos Pesos-Pesados da WCW e da ECW. Durante as semanas seguintes, Show derrotou lutadores como Ric Flair e Kane para manter o título, sendo derrotado por desqualificação por Batista e The Undertaker. Ele foi derrotado por Undertaker no The Great American Bash na primeira luta Punjabi Prison; ele substituiu The Great Khali como punição por ter atacado Undertaker. Show manteve uma curta rivalidade com Sabu, quem derrotou no SummerSlam.
No Cyber Sunday, ele enfrentou John Cena e King Booker. Os fãs votaram para que King Booker defendesse o Campeonato Mundial dos Pesos-Pesados na luta. Booker venceu após interferência de Kevin Federline, que estava em uma rivalidade com Cena. No Survivor Series, Cena enfrentou Big Show em uma luta de eliminação. Show foi eliminado por Cena. Big Show começou uma rivalidade com Bobby Lashley, que estava no time de Cena e uniu-se à ECW para participar da Extreme Elimination Chamber pelo título de Show no December to Dismember. Lashley venceu o combate e conquistou o título. Em 6 de dezembro de 2006, após ser derrotado em uma revanche, Show tirou férias para tratar lesões. O contrato de Wight expirou em 8 de fevereiro de 2007.

### PMG Clash of Legends (2007)
Após dois meses longe da WWE, Wight substituiu Jerry "The King" Lawler quando a WWE o o retirou de uma luta contra Hulk Hogan no PMG Clash of Legends em 27 de abril de 2007. Wight usou o nome Paul "The Great" Wight. Ele anunciou que "Big Show" era seu "nome de escravo" e não queria mais ser o pertence de alguém. Wight foi derrotado por Hogan.

### Retorno a WWE (2008—presente)

#### SmackDown (2008—2009)

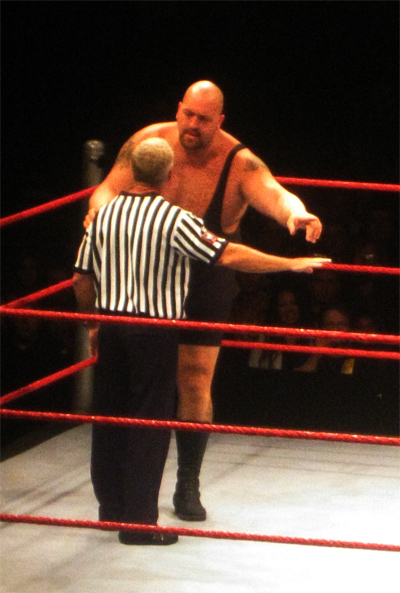
Big Show discutindo com o árbitro Scott Armstrong.

Um mais magro Wight retornou à WWE usando o nome (The) Big Show durante o No Way Out, em 17 de fevereiro, anunciando ter perdido 48 kg. Wight tentou atacar Rey Mysterio após sua luta pelo Campeonato Mundial dos Pesos-Pesados com Edge, mas acabou confrontando o lutador de boxe Floyd Mayweather, Jr. após Mayweather deixar a platéia para defender Rey. Durante o confronto, Mayweather quebrou o nariz de Wight. Big Show foi mandado para o programa SmackDown.
Big Show foi derrotado por Mayweather no WrestleMania XXIV via nocaute após um soco no queixo com soco-inglês. Logo depois, Big Show começou uma rivalidade com The Great Khali, que acabou no Backlash, com Big Show derrotando Khali após um chokeslam.
No One Night Stand, Show derrotou CM Punk, John Morrison, Chavo Guerrero e Tommy Dreamer em uma luta com um bastão pendurado sobre o ringue. Ao vencer, Show ganhou direito de enfrentar Kane e Mark Henry no Night of Champions pelo Campeonato da ECW, luta vencida por Henry.
Big Show aliou-se a Vickie Guerrero em sua rivalidade com The Undertaker ao atacá-lo no Unforgiven, e depois interferiu em diversas lutas de Undertaker no SmackDown, mais notavelmente contra Triple H, Jeff Hardy, Chavo Guerrero e The Great Khali. Ele venceria Undertaker por nocaute no No Mercy. No entanto, Show foi derrotado em uma luta Last Man Standing no Cyber Sunday e em uma luta de caixões no Survivor Series. Show seria derrotado por Undertaker em uma luta em uma jaula de aço. No No Way Out, Show participou da luta Elimination Chamber pelo Campeonato da WWE, mas foi eliminado do combate por Triple H. Em março, foi revelado por John Cena que Big Show estava em um relacionamento amoroso com Vickie Guerrero. No WrestleMania XXV, Show participou de uma luta pelo Campeonato Mundial dos Pesos-Pesados com Edge e John Cena. Novamente, Show foi derrotado.

#### Jerishow e ShoMiz (2009—2010)
Em 13 de abril, Big Show foi transferido para o Raw como parte do Draft de 2009. No Backlash, Big Show interferiu na luta Last Man Standing entre Cena e Edge, jogando Cena dentro de um canhão de luz, dando a vitória a Edge. Ele continuou sua rivalidade com John Cena, sendo derrotado por ele no Judgment Day e no Extreme Rules, antes de derrotá-lo no Raw de 22 de junho.

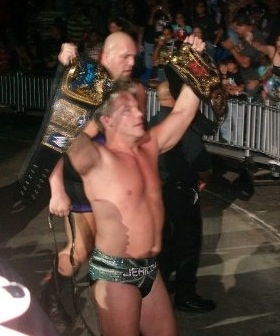
Big Show e Chris Jericho como Campeões Unificados de Duplas, formando a aliança conhecida como Jerishow.

Nas semanas anteriores ao Night of Champions, Big Show constantemente atacou o Campeão dos Estados Unidos Kofi Kingston e Evan Bourne, entre outros. Ele conquistaria uma vaga Desafio Six Pack no Night of Champions. No evento, Show foi retirado da luta, tornando-se parceiro de Chris Jericho devido a uma lesão de Edge. Eles formaram a dupla Jerishow e defenderam o Campeonato Unificado de Duplas contra The Legacy. Jerishow defenderia o título contra Cryme Tyme no SummerSlam, MVP e Mark Henry no Breaking Point e Rey Mysterio e Batista no Hell in a Cell. No Bragging Rights, Big Show fazia parte do Time Raw, mas traiu o grupo durante o combate contra o Time SmackDown, dando a vitória ao time adversário e conquistando uma oportunidade pelo Campeonato Mundial dos Pesos-Pesados. Big Show recebeu sua luta no Survivor Series contra The Undertaker e Jericho, mas o primeiro coneguiu manter o título.
Jericho e Big Show perderam título de duplas no TLC: Tables, Ladders & Chairs para D-Generation X (DX). Como membro do SmackDown, Jericho poderia apenas aparecer no Raw como campeão. Assim, DX intencionalmente causaram uma desqualificação durante uma revanche para excluí-lo do Raw. Com isso, Jerishow acabou.

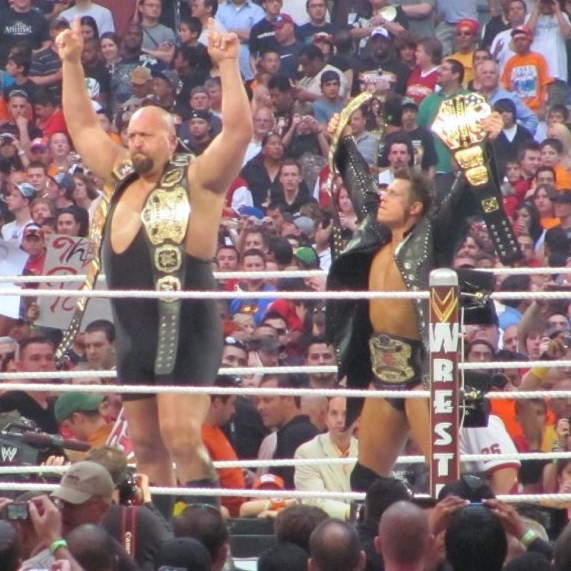
Big Show em seu segundo reinado como Campeão Unificado de Duplas comh The Miz (coletivamente conhecidos como ShoMiz) no WrestleMania XXVI.

No Raw de 8 de fevereiro, Show reconquistou o título de duplas com The Miz em uma luta de eliminação que também envolvia a Straight Edge Society (CM Punk e Luke Gallows). Em 16 de fevereiro, ShoMiz derrotou Yoshi Tatsu e Goldust para manter o título no último episódio da ECW. No Raw de 1 de março, Show e Miz derrotaram DX em uma revanche. No WrestleMania XXVI, Show e Miz derrotaram John Morrison e R-Truth para manter o título. No Extreme Rules, ShoMiz derrotaram Morrison e Truth, e MVP e Mark Henry. No entanto, foram derrotados por The Hart Dynasty, que ganharam uma luta pelo título. No Raw de 26 de abril, Show e Miz perderam o título para a Hart Dynasty.

#### Reunião com Kane e Campeão de Duplas (2010—2011)
Após perder o título, ele nocauteou The Miz e abraçou Theodore Long, tornando-se um mocinho pela primeira vez desde 2008. Na mesma noite, durante o Draft de 2010, Big Show foi transferido para o SmackDown.

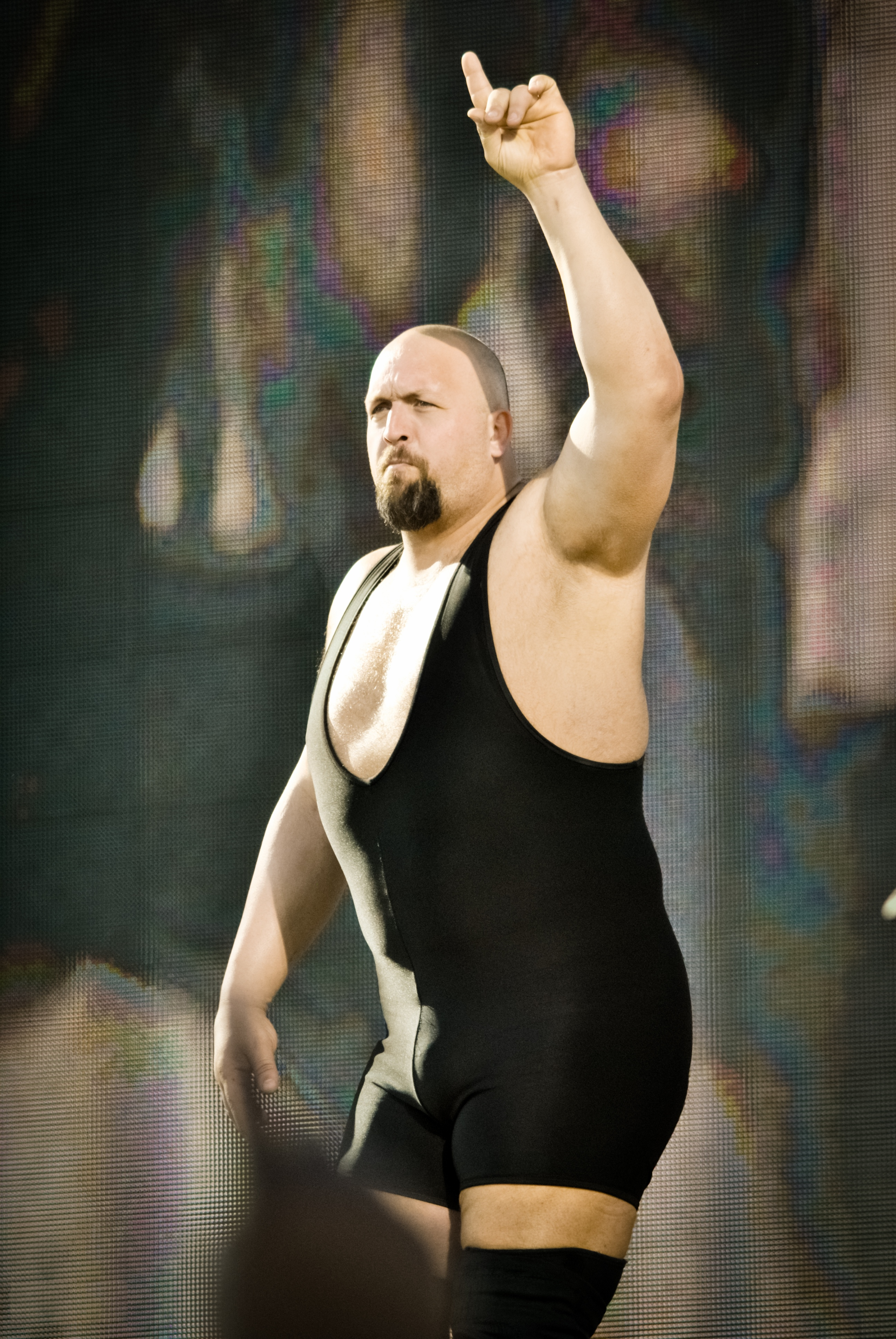
Show no Tribute to Troops de 2010

Ele estreou no programa em 30 de abril, sendo nomeado o desafiante pelo Campeonato Mundial dos Pesos-Pesados. Ele interrompeu um pronunciamento do campeão Jack Swagger, o nocauteando. No SmackDown de 7 de maio, Big Show aplicou um chokeslam em Swagger na mesa dos comentaristas após este ser desqualificado de uma luta contra Kane. Ele também destruiria uma celebração de Swagger e lhe custaria uma luta contra Kofi Kingston nas semanas seguintes. Big Show derrotou Jack Swagger por desqualificação no Over The Limit. No SmackDown de 27 de maio, Theodore Long anunciou que lutas qualificatórias pelo combate pelo título no WWE Fatal 4-Way aconteceriam naquela noite. Long também anunciou que Show estava qualificado automaticamente por sua vitória contra Swagger. No Fatal 4 Way, ele enfrentou Rey Mysterio, Swagger e CM Punk, mas Mysterio venceu o combate. Na noite seguinte, Swagger estreou seu novo movimento de finalização, o The Ankle Lock, aplicando o movimento em Big Show e o lesionando. Duas semanas depois, no SmackDown, Big Show salvou Mysterio de um ataque de Swagger. Ele começou uma rivalidade com CM Punk e a Straight Edge Society, o confrontando na sexta-feira anterior ao Money in the Bank, o desmascarando e exibindo sua careca. Após falhar em conquistar o contrato de Money in the Bank, ele desmascarou um membro da SES, revelando Joey Mercury. Show derrotou Punk, Mercury e Luke Gallows em uma luta 3-contra-1 no SummerSlam e CM Punk no Night of Champions. Big Show foi anunciado como capitão do Time SmackDown no Bragging Rights no SmackDown de 8 de outubro. No evento, Big Show e Sheamus foram eliminados por contagem. No entanto, o time de Show venceu. Ele fez parte do time de Rey Mysterio no Survivor Series, vencendo o combate de eliminação com Mysterio. No SmackDown seguinte, Big Show foi derrotado por Alberto Del Rio por contagem, ao ser distraído por Ricardo Rodriguez, perdendo a qualificação para o torneio King of the Ring.
Em 4 de janeiro, Show perdeu uma luta para definir o desafiante pelo Campeonato Mundial dos Pesos-Pesados após interferência de Wade Barrett. Na semana seguinte, Show enfrentou Barrett, vencendo por desqualificação após ser atacado por Heath Slater e Justin Gabriel. Momentos depois Ezekiel Jackson pareceu tentar salvá-lo, mas uniu-se ao grupo no ataque contra Show. Nas semanas seguintes, Show continuou sua rivalidade com o quarteto conhecido como The Corre. No Elimination Chamber, Show participou de uma Elimination Chamber, eliminando Wade Barrett antes de ser eliminado por Kane.
No SmackDown de 4 de março, Big Show enfrentou Kane até o Corre interferir contra Show. No entanto, Kane atacou o Corre. No WrestleMania XXVII, Big Show e Kane aliariam-se a Santino Marella e Kofi Kingstonpara derrotar The Corre.
Kane e Show derrotaram Justin Gabriel e Heath Slater no SmackDown de 22 de abril, conquistando o Campeonato de Duplas da WWE. Big Show foi transferido de volta para o Raw durante o Draft de 2011 e, com Kane, começou uma rivalidade com o New Nexus. Após defender o título contra Wade Barrett e Ezekiel Jackson no Extreme Rules e CM Punk e Mason Ryan no Over the Limit, Kane e Big Show perderam o título para Michael McGillicutty e David Otunga no Raw da noite seguinte. Após perder o título, Big Show foi atropelado pelo carro de Alberto Del Rio, dirigido por Ricardo Rodriguez, deixando os ringues por um mês. Ele retornou durante um combate entre Kane e Del Rio, atacando Rodriguez e Del Rio.
Show começou uma rivalidade com Mark Henry após ser atacado e lesionado durante o SmackDown de 17 de junho. Henry o atacou durante sua luta no Capitol Punishment, custando-lhe a luta contra Del Rio e quebrando a mesa dos comentaristas com Show. Henry fez a mesma coisa com Kane no Raw do dia seguinte, e novamente em 27 de junho. Henry quebrou a porta da cela durante uma luta entre Show e Del Rio, permitindo que Del Rio deixasse a estrutura, vencendo o combate. Ele, então, atacou Big Show com a porta da jaula. No Money in the Bank, Henry derrotou Big Show. Após a luta, Henry fraturou a fíbula de Show, o mantendo fora dos ringues por quase quatro meses.

#### Campeão Intercontinental e Mundial dos Pesos-Pesados (2011—2013)

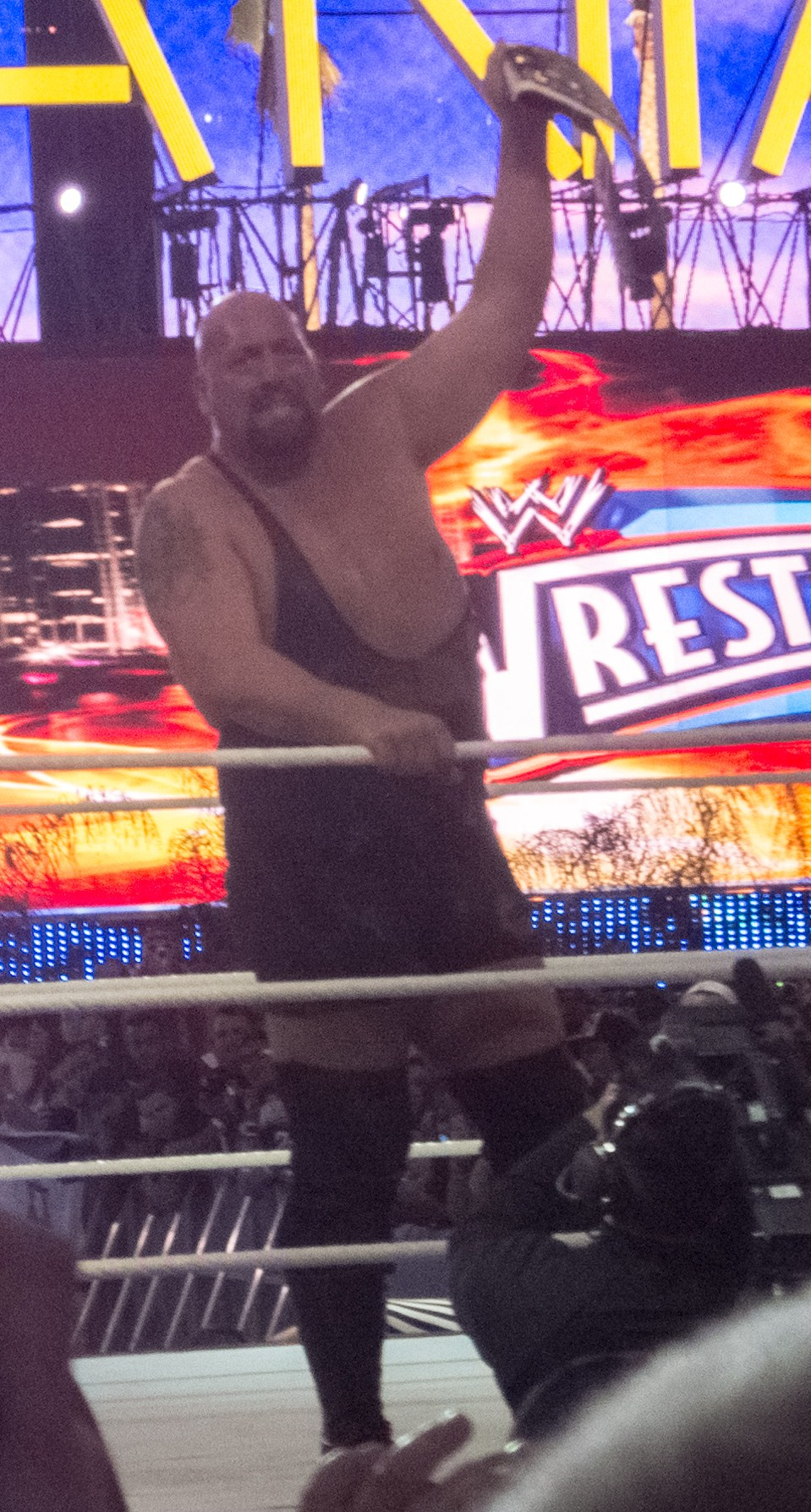
Show após conquistar o Campeonato Intercontinental no WrestleMania XXVIII

No SmackDown de 7 de outubro, tornou-se o desafiante pelo Campeonato Mundial dos Pesos-Pesados após atacar Mark Henry, aplicando-lhe um chokeslam na mesa dos comentaristas. No Vengeance, Big Show e Mark Henry enfrentaram-se pelo título. A luta, no entanto, acabou sem vencedor, com o ringue quebrando após um superplex. Eles voltaram a se enfrentar no Survivor Series, com Big Show vencendo por desqualificação após Henry acerta-lhe um golpe baixo. Como vingança, Big Show usou uma cadeira contra a perna de Henry, de modo similar ao que Henry havia feito a Show meses antes.
Em 18 de dezembro, no TLC: Tables, Ladders & Chairs, Big Show finalmente derrotou Henry pelo título em uma luta de cadeiras. No entanto, após o combate, Henry aplicou um DDT em Big Show em uma cadeira. Daniel Bryan imediatamente usou seu contrato de Money in the Bank, derrotando Big Show e conquistando o título. Este reinado de Big Show é o mais curto da história do título, com 45 segundos. Show desafiou Bryan pelo título no SmackDown de 6 de janeiro de 2012, mas Bryan manteve o título por desqualificação, após ser atacado por Mark Henry. No SmackDown seguinte, Show recebeu uma nova luta pelo título, sem contagem ou desqualificação. A luta acabou sem vencedor após Show acidentalmente trombar em AJ, namorada de Bryan, nos arredores do ringue, a lesionando. No Royal Rumble, Show enfrentou Bryan e Henry em uma luta em uma jaula de aço, mas Bryan conseguiu vencer. Big Show participou de uma Elimination Chamber pelo título no Elimination Chamber, mas foi eliminado do combate por Cody Rhodes.
Nas semanas seguintes, Show começou uma rivalidade com Rhodes após este exibir momentos embaraçosos de Show em WrestleManias, normalmente fazendo com que Big Show perdesse lutas no processo. No WrestleMania XXVIII, Big Show derrotou Rhodes para conquistar o Campeonato Intercontinental. Com isto, Big Show tornou-se o sexto lutador a vencer o Campeonato da Tríplice Coroa na WWE. A rivalidade entre os dois continuou, com Show exibindo momentos embaraçosos da carreira de Rhodes. Após um mês de reinado, Show perderia o título para Rhodes no Extreme Rules em uma luta de mesas. Show recebeu uma revanche no Raw SuperShow de 7 de maio, vencendo por contagem após Rhodes abandonar a luta, não reconquistando o título.

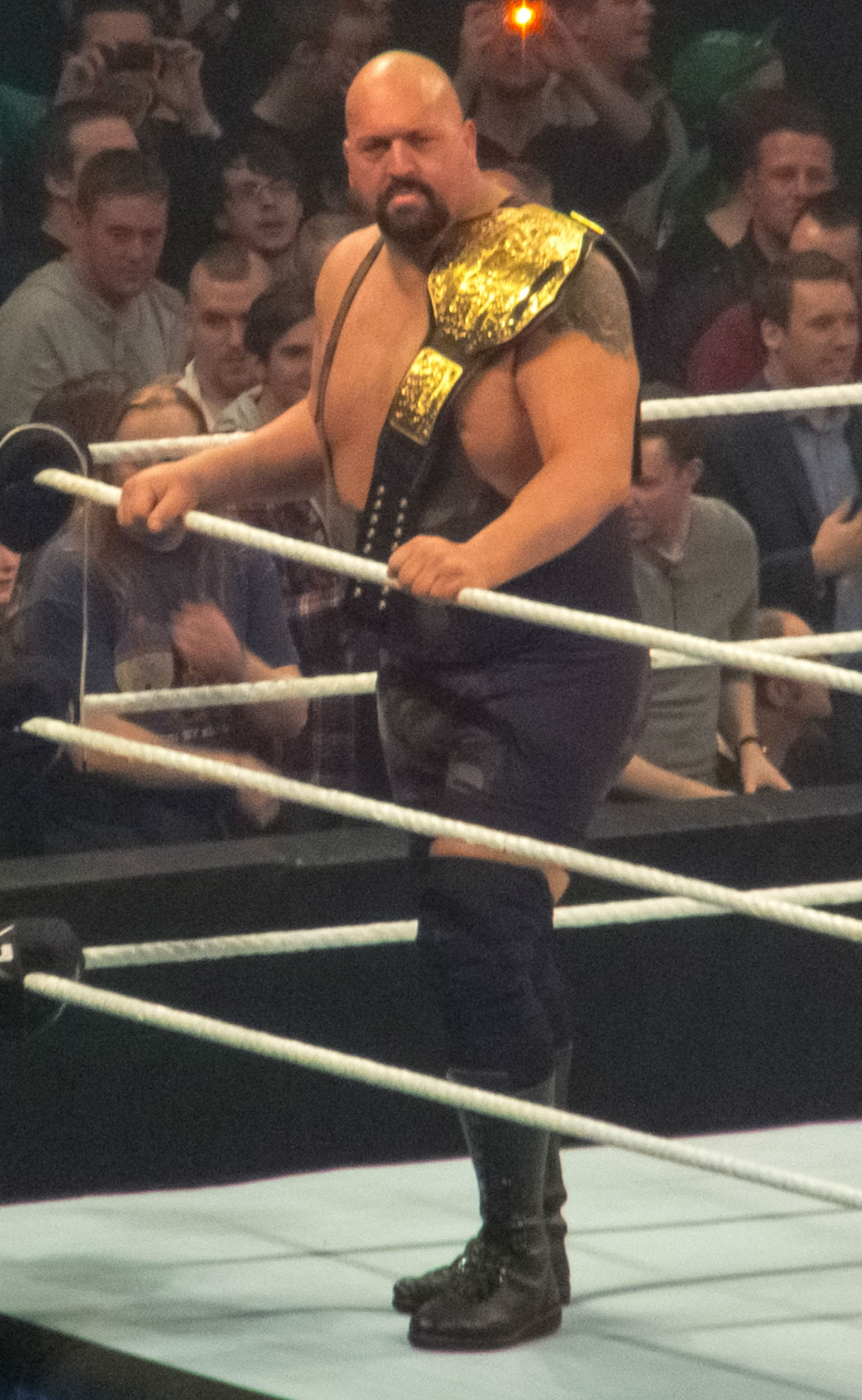
Big Show durante seu segundo reinado como Campeão Mundial dos Pesos-Pesados

Após uma série de confrontos com o Gerente Geral John Laurinaitis, Big Show foi demitido por zombar da voz de Laurinaitis no Raw de 14 de maio. Big Show retornou no Over the Limit, aparentemente ajudando John Cena em sua luta contra Laurinaitis. No entanto, Big Show nocauteou Cena, permitindo que Laurinaitis vencesse e tornando-se um vilão. No Raw da noite seguinte, Big Show explicou que suas ações foram necessárias para ser recontratado por Laurinairis. Nas semanas seguintes, ele atacaria Cena, Brodus Clay, Alex Riley, R-Truth, Santino Marella, Zack Ryder e Kofi Kingston por eles não terem mostrado simpatia após sua demissão. No Raw de 21 de junho, ele nocauteou acidentalmente Vince McMahon após este anunciar que Laurinaitis seria demitido caso Show fosse derrotado por Cena no No Way Out em uma luta em uma jaula de aço. No pay-per-view, Show foi derrotado e Laurinaitis, demitido. No Money in the Bank, Show enfrentou Cena, Kane, Chris Jericho e The Miz em uma luta Money in the Bank por um combate pelo Campeonato da WWE, luta vencida por Cena. No Raw 1000, Big Show atacou Cena durante sua luta pelo título contra CM Punk, causando uma desqualificação. Ele continuaria seu ataque a Cena até The Rock interceptá-lo. No Raw da semana seguinte, Show e Cena se enfrentaram em um combate para definir o desafiante pelo título no SummerSlam. Punk interferiu, encerrando a luta sem vencedor definido. A Gerente Geral do Raw, AJ, definiu que os dois desafiariam Punk no SummerSlam. No evento, Punk manteria o título.
Show retornou ao Raw em 24 de setembro, atacando Brodus Clay e Tensai durante um combate. Quatro dias depois, no SmackDown, Big Show derrotou Randy Orton para tornar-se o desafiante pelo Campeonato Mundial dos Pesos-Pesados. Show recebeu sua luta pelo título no Hell in a Cell, onde derrotou Sheamus para conquistar o título pela segunda vez em sua carreira. Show manteria o título ao derrotar Sheamus por desqualificação no Survivor Series e em uma luta de cadeiras no TLC: Tables, Ladders & Chairs. Ele perdeu o título para Alberto Del Rio ao ser derrotado em uma luta Last Man Standing no SmackDown gravado em 8 de janeiro.

#### Várias rivalidades (2013—presente)
No SmackDown de 1 de março, Big Show nocauteou Roman Reigns, do grupo The Shield, após Reigns empurrá-lo durante um ataque contra Randy Orton e Sheamus; após isso, Show atacou Orton e foi nocauteado por Sheamus. Após o fim do Raw de 4 de março, Show foi atacado pela Shield. Quatro dias depois, no SmackDown, Big Show ajudou Orton e Sheamus a afugentar a Shield, atacando Sheamus e sendo atacado por Orton em seguida. No Raw de 11 de março, Show derrotou Seth Rollins por desqualificação após interferência dos outros membros da Shield. Orton e Sheamus escolheram Ryback para ser seu parceiro na luta contra Shield no WrestleMania 29, mas no Raw de 18 de maio, Ryback foi colocado em outra luta. Na mesma noite, Show salvou Orton e Sheamus da Shield, sendo recrutado como terceiro membro do time. No WrestleMania 29, Show, Orton e Sheamus foram derrotados pela Shield. Após o combate, Show nocauteou seus parceiros. No Raw da noite seguinte, Orton e Sheamus se enfrentaram para decidir quem lutaria com Show. A luta acabou sem vencedor após interferência do próprio Big Show. Show foi derrotado por Sheamus e Orton em duas lutas 2-contra-1, no SmackDown de 12 de abril por contagem, e no Raw de 15 de abril. No SmackDown de 19 de abril, Show e Mark Henry derrotaram Orton e Sheamus. No Extreme Rules, Show foi derrotado por Orton em uma luta Extreme Rules. Após sua derrota, Show deixou as lutas por conta de uma lesão. Ele retornou ao Raw em 12 de agosto, impedindo que Shield atacasse Mark Henry e Rob Van Dam, se tornando um mocinho. No SummerSlam, Show e Henry impediram que Rollins e Reigns interferissem na luta pelo Campeonato dos Estados Unidos entre Ambrose e Van Dam. No Raw do dia seguinte, Show foi derrotado pela Shield em uma luta 3-contra-1 marcada por Brad Maddox como punição pelos comentários tuitados por Show sobre o ataque de Triple H à Daniel Bryan no SummerSlam. Nas semanas seguintes, ele seria obrigado por Triple H a assistir Bryan sendo atacado pela Shield. No Raw de 2 de setembro, Show foi obrigado por Triple H e Stephanie McMahon a nocautear Bryan para manter seu emprego, fazendo-o relutantemente. Na semana seguinte, ao ser colocado na mesma situação, Show se negou a atacar Bryan, permitindo que esse atacasse Randy Orton. Nas semanas seguintes, Stephanie e Triple H forçaram Big Show a nocautear The Miz e Dusty Rhodes para manter seu emprego. Show interferiu na luta entre Orton e Bryan no WWE Battleground, nocauteando os dois, além dos árbitros Scott Armstrong e John Cone. No Raw da noite seguinte, Show foi demitido por Stephanie e, mais tarde, nocauteou Triple H. No Survivor Series, Show foi derrotado por Orton em uma luta pelo WWE Championship.

### Vilão (2014)
Em novembro de 2014, John Cena se rebelou contra a Autoridade e no Survivor Series teriamos um combate Team Cena vs Team Authority, onde se a Autoridade perdesse seriam demitidos, o time Cena buscava lutadores, mas a medida que conseguia muitos era lesionados pelo time rival, por fim o time ficou Cena, Big Show, Ryback, Ziggler e Erick Rowan. Próximo ao final da luta sobraram Cena(nocauteado), Ziggler(nocauteado) e Big Show em pé, contra Rollins, Harper e Kane. Big Show não pensou 2 vezes fez o K.O. Punch em Cena nocauteando novamente e se aliando a Autoridade, Rollins elimina Cena e Show vai embora. Ziggler no fim consegue derrotar os 3 com uma ajudinha de Sting atrapalhando Triple H.

## No wrestling
- Movimentos de finalização
  - Giant Chokeslam[2]

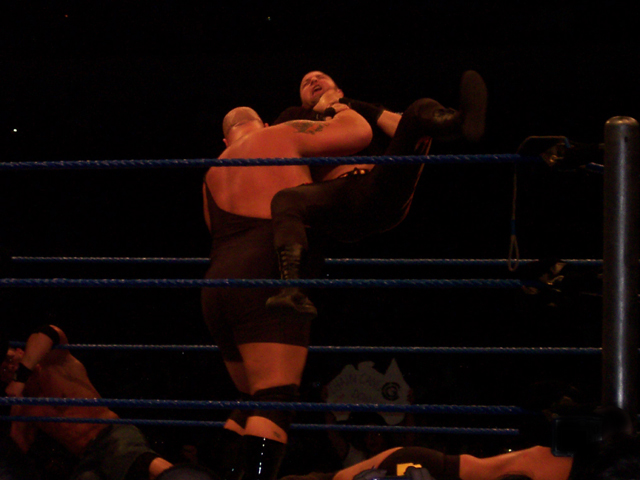
Big Show aplicando um chokeslam.

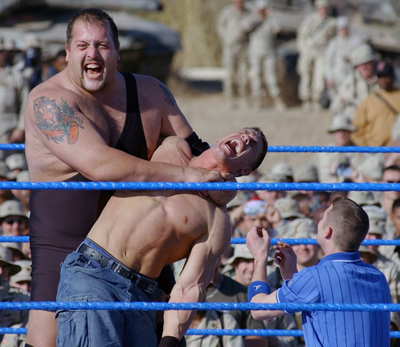
Big Show aplicando um abdominal stretch em John Cena.

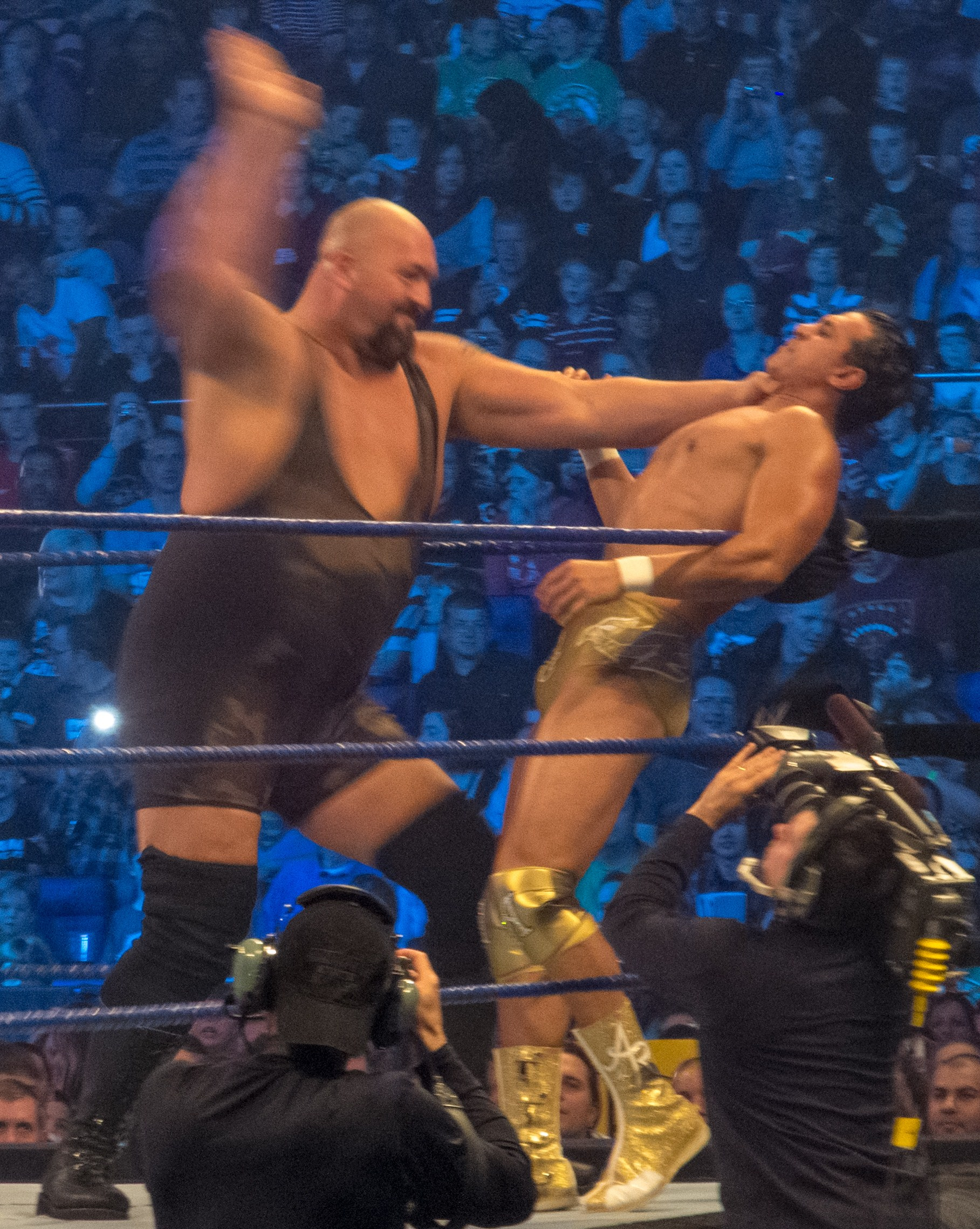
Big Show aplicando um tapa no peito de Alberto Del Rio no córner.

  - Cobra clutch backbreaker, às vezes seguido por um cobra clutch slam[151] – 2006–2010
  - Colossal Clutch (Camel clutch)[152] – 2009–2010
  - Final Cut (Spinning headlock elbow drop)[2][153] – 2001–2002
  - WMD–Weapon of Mass Destruction / KO Punch (Gancho de direita)[152] – 2008–presente
  - Showstopper (Inverted leg drop bulldog) – 2006; usado como movimento secundário entre 2001–2005
- Movimentos secundários
  - Abdominal stretch[154]
  - Bearhug[155]
  - Big boot[2][154]
  - Diving elbow drop[156]
  - Fallaway powerbomb[2]
  - Headbutt[157]
  - Military press slam[2]
  - Tapa no peito do oponente no córner[157]
  - Running senton[156]
  - Sidewalk slam[153]
  - Spear[158]
- Managers
  - Jimmy Hart[159]
  - Shane McMahon[160]
  - Paul Bearer[160]
  - Paul Heyman[160]
  - Joy Giovanni[160]

- Alcunhas
  - Paul "The Great" Wight[61]
  - "The World's Largest Athlete" ("O maior Atleta do Mundo")[152]
- Temas de entrada
  - "Big" por Jim Johnston[161] (abril de 1999 — 29 de maio de 2006)
  - "Big (Remix)" por Mack 10, K Mac, Boo Kapone e MC Eiht[162] (maio de 2000)
  - "Massacre" por Jim Johnston
  - "Crank It Up" por Brand New Sin[161] (7 de junho de 2006 — 6 de dezembro de 2006; 17 de fevereiro de 2008 — presente)
  - "Crank the Walls Down" por Maylene and the Sons of Disaster[161] (31 de julho de 2009 — 4 de janeiro de 2010; usado enquanto dupla com Chris Jericho)

## Títulos e prêmios
- Pro Wrestling Illustrated
  - Novato do Ano (1996)[163]
  - Lutador do Ano (1996)[163]

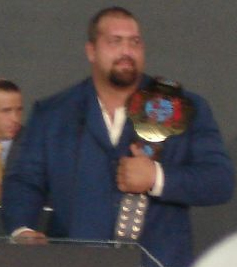
Big Show como Campeão da ECW

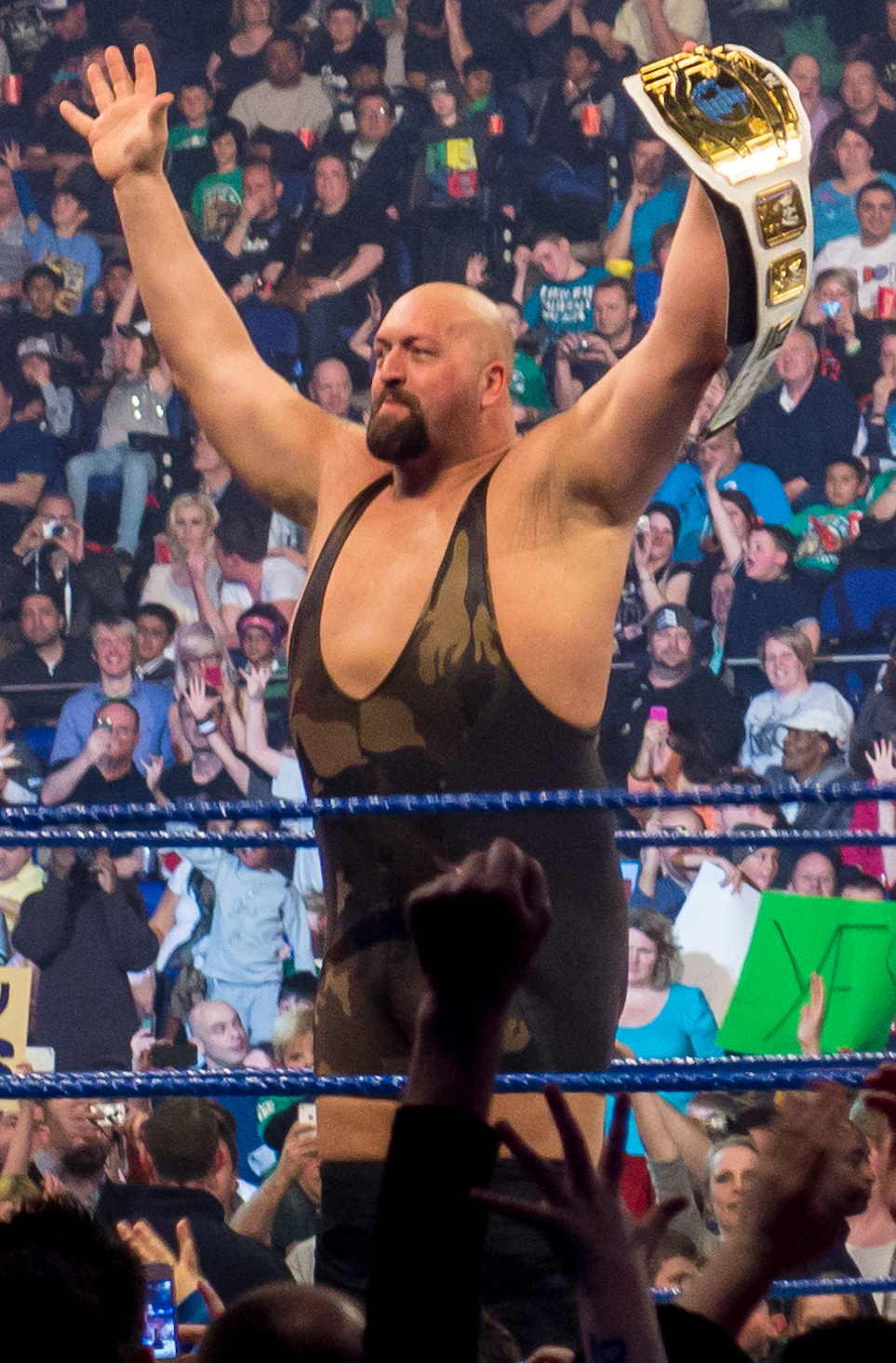
Big Show como Campeão Intercontinental em abril de 2012.

  - PWI o colocou na #2ª posição dos 500 melhores lutadores individuais em 1996[163][164]
- World Championship Wrestling
  - WCW World Heavyweight Championship (2 vezes)[165]
  - WCW World Tag Team Championship (3 vezes) – com Lex Luger (1), Sting (1) e Scott Hall (1)[166]
  - WCW World War 3 (1996)
  - King of Cable (1996)[167]
  - Décimo Campeão da Tríplice Coroa
- World Wrestling Federation / World Wrestling Entertainment / WWE
  - ECW World Heavyweight Championship (1 vez)[50]
  - WWF/E Championship (2 vezes)[168][169]
  - World Heavyweight Championship (2 vezes[170])
  - World Tag Team Championship (5 vezes) – com The Undertaker (2), Kane (1), Chris Jericho (1) e The Miz (1)[171]
  - WWE Tag Team Championship (3 vezes) – com Chris Jericho (1), The Miz (1) e Kane (1)[172]
  - WWE Intercontinental Championship (1 vez)[173]
  - WWE United States Championship (1 vez)[174]
  - WWF Hardcore Championship (3 vezes)[175]
  - Slammy Award por Dupla do Ano (2009) - com Chris Jericho[176]
  - Slammy Award por Momento "Holy Bleep" do Ano (2011) - quebrando o ringue com Mark Henry no Vengeance[177]
  - Slammy Award por Traição do Ano (2012) - Nocauteando John Cena no Over the Limit
  - Slammy Award por Momento "This is Awesome" do Ano (2013) - Nocauteando Triple H
  - Vigésimo Quarto Campeão da Tríplice Coroa
  - Décimo Segundo Campeão do Grand Slam
  - André the Giant Memorial Trophy (2015)
- Wrestling Observer Newsletter
  - Novato do Ano (1996)[163]
  - Pior Rivalidade do Ano (1999) vs. The Big Boss Man
  - Pior Lutador (2001, 2002)
  - Lutador Mais Embaraçador (2002)